# Leales (departamento)
Leales é um departamento da Argentina, localizado na província de Tucumã.